# Lourdesgrotte (Klebham)

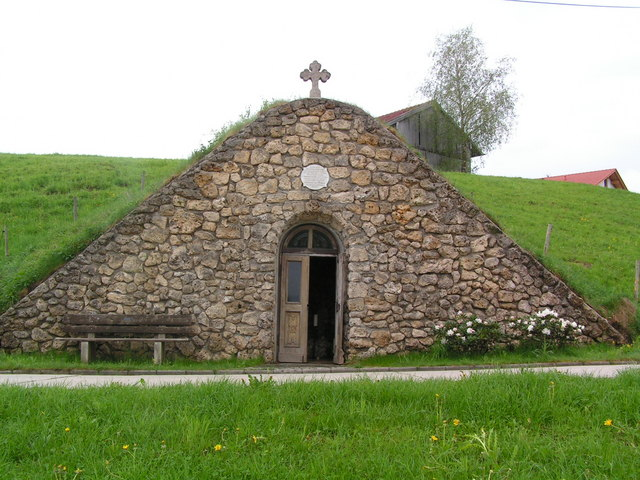
Lourdesgrotte in Klebham

Die Lourdesgrotte in Klebham, einem Gemeindeteil von Fridolfing im oberbayerischen Landkreis Traunstein, wurde 1893 errichtet. Die Lourdesgrotte ist ein geschütztes Baudenkmal.
Die Kapelle wurde aus Dank für den erfolgreichen Abschluss des Neubaus der Pfarrkirche Mariä Himmelfahrt in Fridolfing erbaut und durch Erzbischof Antonius von Thoma geweiht.
Die Grotte ist hinter einer Giebelmauer aus Tuffstein in den teils aufgeschütteten Hang hineingebaut. Eine Marienfigur steht in der Mitte des Baus.